# Joseph Aloys Seitz
Joseph Aloys Seitz (* 1781 oder 1782; † 8. April 1851 in Darmstadt) war Landrat und Kreisrat im Großherzogtum Hessen.

## Familie
Seine Eltern waren Johann Daniel Seitz (1759–1839), Amtmann des Amtes Ockstadt und Abgeordneter in der Zweiten Kammer der Landstände des Großherzogtums Hessen, und Marie Margarethe, geborene Goebbel. Die Familie war römisch-katholisch.
Joseph Aloys Seitz heiratete Anna Maria (Antoinetta) Schmitt (1791–1869), Tochter des Stadtschreibers von Bensheim, Gottfried Schmitt. Aus der Ehe gingen hervor:
- Emilie (1810–1837), die 1834 Dr. jur. Franz Bermann, Richter am Hofgericht Gießen, heiratete.
- Eduard (1814–1868), Richter und Generalstaatsprokurator (Generalstaatsanwalt), Schriftsteller, Abgeordneter in den Landständen des Großherzogtums Hessen.
- Franz Eugen Armand (1817–1899), Dr. med., Dr. phil. h.c., Professor der Pathologie und der Therapie.

## Karriere
Joseph Aloys Seitz studierte Rechtswissenschaft. Er war zunächst Amtmann des Amtes Rodheim, ab 1816 Justizamtmann des Amtes Vilbel. In der Justiz- und Verwaltungsreform 1821 wurden auch auf unterer Ebene Rechtsprechung und Verwaltung getrennt und die Aufgaben der überkommenen Ämter, die beides wahrgenommen hatten, in Landratsbezirken (zuständig für die Verwaltung) und Landgerichtsbezirken (zuständig für die Rechtsprechung) neu organisiert. Das Amt Vilbel – ebenso wie das Amt Rodheim – gingen dabei im neu geschaffenen Landratsbezirk Vilbel auf, dessen erster Landrat Joseph Aloys Seitz wurde. Die nächste Gebietsreform folgte 1832: Dabei ging der Landratsbezirk Vilbel zusammen mit dem Landratsbezirk Friedberg in dem neuen Kreis Friedberg auf. Joseph Aloys Seitz wurde als Kreisrat an die Spitze des ebenfalls neu gebildeten Kreises Nidda versetzt. Im Zuge der Revolution von 1848 im Großherzogtum Hessen wurden die Kreise durch größere Regierungsbezirke ersetzt. Bei dieser Gelegenheit wurde Joseph Aloys Seitz in den Ruhestand verabschiedet.

## Ehrungen
- 1839 Ritterkreuz I. Klasse des Ludewigsordens[7]